# S Waldy
Waldemar Caerel Hunter (15 décembre 1919 – 1968), plus connu sous son nom de scène S Waldy, est un acteur de théâtre et de cinéma indonésien. Il a également scénarisé et réalisé des films.

## Biographie
Waldy est né à Blitar sur l'île de Java le 15 décembre 1914. Il était l'un des quatorze enfants de J. R. Hunter (aussi connu sous le nom d'Osman) et L. W. Winterberg qui étaient respectivement d'origine anglaise et allemande. Tous les deux étaient acteurs de théâtre à l'opéra Sri Permata et voyageaient beaucoup. Intéressé par le théâtre dès son plus jeune âge, Waldy s'enfuit de son école élémentaire à Yogyakarta pour rejoindre une troupe menée par Djafar Wirjo dans le kabupaten de Klaten.
Bien que Waldy ait été engagé comme porteur, Wirjo lui apprit des techniques de jeu. Les parents de Waldy décidèrent finalement de l'aider dans sa carrière et lui enseignèrent le cabaret. Au début des années 1930, Waldy s'engagea dans différentes troupes, notamment à l'opéra Faroka et l'opéra Grand Nooran. Il fit des tournées en Asie du Sud-Est, jusqu'au Siam et dans la péninsule Malaise améliorant son art avec l'aide d'acteurs comme Rd Ismail. En 1938, il tenta de créer sa propre troupe. Nommée Vaudeville, elle n'eut pas le succès escompté et fut rapidement dissoute.
En 1940, Waldy fut approché pour jouer dans le film Zoebaida réalisé par Njoo Cheong Seng pour Oriental Film. Il accepta le rôle et fut également chargé de la composition musicale du film. Les trois années suivantes, il joua différents rôles pour la Star Film, notamment dans les films Ajah Berdosa, Lintah Darat, Tjioeng Wanara, et Pah Wongso Tersangka (tous les trois sortis en 1941).
À la suite de l'occupation japonaise des Indes néerlandaises qui débuta en mars 1942, la plupart des studios de cinéma furent fermés. Waldy revint alors à la scène, rejoignant tout d'abord Djawa Baru avant de former sa propre troupe avec Dewi Mada. Au milieu des années 1940, il rencontra Sofia W. D., une actrice de la troupe de Fifi Young. Ils se marièrent en 1948.
La production de film dans les Indes orientales reprit en 1948 à la faveur de la révolution nationale qui aboutit à l'indépendance de l'Indonésie face au pouvoir colonial néerlandais. Waldy et Sodia rejoignirent Tan & Wong Bros. et tournèrent leur premier film en duo, Air Mata Mengalir di Tjitarum . Waldy s'occupa une nouvelle fois de la composition pour ce film. Le chercheur en cinéma Ekky Imanjaya écrivit que Tan et Wong voulurent capitaliser sur le succès de leur précédente entreprise, Tan's Film. Sofia fut alors présentée comme la nouvelle Roekiah, star de Tan's Film, et la ressemblance de physique de Waldy avec le comédien Kartolo, mari de Roekiah, fut mise en avant.
De nombreux films suivirent comme Bengawan Solo (1949) et Air Mata Pengantin (1952). Dans le film Tirtonadi sorti dans les années 1950, Waldy commença a travailler avec les équipes techniques, tout d'abord comme directeur de la photographie. En 1953, pour le film Musafir Kelana, Tan et Wong donnèrent à Waldy la responsabilité de leur filière Ardjuna Film,. Il commença alors a réaliser des films tout en y tenant des rôles,. Son année la plus prolifique fut 1954, année durant laquelle il apparut dans cinq films. En 1955, un article dans Doenia Film donne crédit à Waldy de la découverte de plusieurs stars montantes dont Elly Joenara, Zainal Abidin et Sukarno M. Noor.
Waldy et Sodia divorcèrent en 1964. L'actrice se remaria rapidement avec WD Mochtar. Waldy, quant à lui, épousa Elviana, qui prit son nom et devient Elviana Waldy. Waldy mourut quatre ans plus tard, en 1968.

## Filmographie

### Acteur
| - Zoebaida (1940) - Lintah Darat (1941) - Ajah Berdosa (1941) - Pah Wongso Tersangka (1941) - Tjioeng Wanara (1941) - Air Mata Mengalir di Tjitarum (1948) - Bengawan Solo (1949) - Bantam (1950) - Pantai Bahagia (1950) : R.M. Riyono - Terang Bulan (1950) - Tirtonadi (1950) - Air Mata Pengantin (1952) - Abunawas (1953) - Dendang Sajang (1953) | - Musafir Kelana (1953) - Mustafa dan Tjintjin Wasiatnja (1953) - Djakarta Bukan Hollywood (1954) - Djakarta Diwaktu Malam (1954) - Djula Djuli Bintang Tiga (1954) - Kali Brantas (Melati Kali Brantas) (1954) - Malu-Malu Kutjing (1954) : Surachman - Senen Raja (1954) : Pak Wongso - Gado-gado Djakarta (1955) - Si Bongkok dari Borobudur (1955) - Pegawai Negeri (1956) - Gending Sriwidjaja (1958) - Sepiring Nasi (1960) - Petir Sepandjang Malam (1967) |

### Équipe technique
| - Tirtonadi (1950) – Directeur de la photographie - Air Mata Pengantin (1952) – Scénariste, monteur son - Musafir Kelana (1953) – Réalisateur - Kali Brantas (Melati Kali Brantas) (1954) – Réalisateur, scénariste - Senen Raja (1954) – Réalisateur - Biola (1957) – Réalisateur, scénariste | - Serodja (1958) – Scénariste - Gending Sriwidjaja (1958) – Réalisateur, scénariste, compositeur - Gadis Manis Dipinggir Djalan (1960) – Scénariste - Minah Gadis Dusun (1966) – Réalisateur, scénariste - Terpesona (1966) – Réalisateur, scénariste - Petir Sepandjang Malam (1967) – Réalisateur, scénariste |